# Aziatische auto in 1993
Dit artikel geeft een overzicht van alle Aziatische personenwagens die in 1993 op de markt kwamen. De auto's staan alfabetisch gerangschikt per merk.
| Changhe |                  | concern:      | onafhankelijk |
| Changhe | divisie:         |               |               |
| Changhe | merk:            | Changhe China |               |
| Changhe | model:           | Beidouxing    |               |
| Changhe | einde productie: | 1998          |               |
| Changhe | productieaantal: | ?             |               |

| Daewoo |                  | concern:          | onafhankelijk |
| Daewoo | divisie:         |                   |               |
| Daewoo | merk:            | Daewoo Zuid-Korea |               |
| Daewoo | model:           | Arcadia           |               |
| Daewoo | einde productie: | 2000              |               |
| Daewoo | productieaantal: | ?                 |               |

| Daewoo |                  | concern:          | onafhankelijk |
| Daewoo | divisie:         |                   |               |
| Daewoo | merk:            | Daewoo Zuid-Korea |               |
| Daewoo | model:           | Prince            |               |
| Daewoo | einde productie: | 2000              |               |
| Daewoo | productieaantal: | ?                 |               |

| Daewoo |                  | concern:          | onafhankelijk |
| Daewoo | divisie:         |                   |               |
| Daewoo | merk:            | Daewoo Zuid-Korea |               |
| Daewoo | model:           | Tico              |               |
| Daewoo | einde productie: | 1998              |               |
| Daewoo | productieaantal: | ?                 |               |

| Daihatsu |                  | concern:       | Toyota Japan |
| Daihatsu | divisie:         |                |              |
| Daihatsu | merk:            | Daihatsu Japan |              |
| Daihatsu | model:           | Feroza         |              |
| Daihatsu | einde productie: | 1998           |              |
| Daihatsu | productieaantal: | ?              |              |

| Honda |                  | concern:      | onafhankelijk |
| Honda | divisie:         |               |               |
| Honda | merk:            | Honda Japan   |               |
| Honda | model:           | Accord Mark V |               |
| Honda | einde productie: | 1996          |               |
| Honda | productieaantal: | ?             |               |

| Honda |                  | concern:               | onafhankelijk |
| Honda | divisie:         |                        |               |
| Honda | merk:            | Honda Japan            |               |
| Honda | model:           | Integra coupe Mark III |               |
| Honda | einde productie: | 1995                   |               |
| Honda | productieaantal: | ?                      |               |

| Honda |                  | concern:      | onafhankelijk |
| Honda | divisie:         |               |               |
| Honda | merk:            | Honda Japan   |               |
| Honda | model:           | Today Mark II |               |
| Honda | einde productie: | 1999          |               |
| Honda | productieaantal: | ?             |               |

| Hyundai |                  | concern:           | onafhankelijk |
| Hyundai | divisie:         |                    |               |
| Hyundai | merk:            | Hyundai Zuid-Korea |               |
| Hyundai | model:           | Sonata             |               |
| Hyundai | einde productie: | 1995               |               |
| Hyundai | productieaantal: | ?                  |               |

| Kia |                  | concern:       | onafhankelijk |
| Kia | divisie:         |                |               |
| Kia | merk:            | Kia Zuid-Korea |               |
| Kia | model:           | Capital        |               |
| Kia | einde productie: | 1998           |               |
| Kia | productieaantal: | ?              |               |

| Kia |                  | concern:       | onafhankelijk |
| Kia | divisie:         |                |               |
| Kia | merk:            | Kia Zuid-Korea |               |
| Kia | model:           | Sephia 4p      |               |
| Kia | einde productie: | 1995           |               |
| Kia | productieaantal: | ?              |               |

| Kia |                  | concern: | onafhankelijk |
| Kia | divisie:         | |               |
| Kia | merk:            | Kia Zuid-Korea |               |
| Kia | model:           | Sportage driedeur-suv-cabriolet / vijfdeur-suv (1e generatie; gebaseerd op de Mazda Bongo; verscheen in 1995 in Europa, waar het model tot 1998 bij Karmann werd gebouwd; in 1997 verscheen de verlengde Sportage Grand) |               |
| Kia | einde productie: | 2006 |               |
| Kia | productieaantal: | ruim 500.000 verkocht |               |

| Maruti |                  | concern:     | Suzuki Japan |
| Maruti | divisie:         |              |              |
| Maruti | merk:            | Maruti India |              |
| Maruti | model:           | Zen          |              |
| Maruti | einde productie: | ?            |              |
| Maruti | productieaantal: | ?            |              |

| Mazda |                  | concern:       | onafhankelijk |
| Mazda | divisie:         |                |               |
| Mazda | merk:            | Mazda Japan    |               |
| Mazda | model:           | 323 F (Lentis) |               |
| Mazda | einde productie: | 1997           |               |
| Mazda | productieaantal: | ?              |               |

| Mazda |                  | concern:    | onafhankelijk |
| Mazda | divisie:         |             |               |
| Mazda | merk:            | Mazda Japan |               |
| Mazda | model:           | MS-6        |               |
| Mazda | einde productie: | 1999        |               |
| Mazda | productieaantal: | ?           |               |

| Mazda |                  | concern:    | onafhankelijk |
| Mazda | divisie:         |             |               |
| Mazda | merk:            | Mazda Japan |               |
| Mazda | model:           | MS-8        |               |
| Mazda | einde productie: | 1999        |               |
| Mazda | productieaantal: | ?           |               |

| Mazda |                  | concern:    | onafhankelijk |
| Mazda | divisie:         |             |               |
| Mazda | merk:            | Mazda Japan |               |
| Mazda | model:           | Sentia      |               |
| Mazda | einde productie: | 1998        |               |
| Mazda | productieaantal: | ?           |               |

| Mercedes-Benz |                  | concern: | Daimler-Benz Duitsland |
| Mercedes-Benz | divisie:         | |                        |
| Mercedes-Benz | merk:            | Mercedes-Benz Duitsland |                        |
| Mercedes-Benz | model:           | Musso (1 generatie; badge-engineered 1e generatie SsangYong Musso in enkele landen, waaronder de Fillipijnen en Australië) |                        |
| Mercedes-Benz | einde productie: | ? |                        |
| Mercedes-Benz | productieaantal: | ? |                        |

| Mitsubishi |                  | concern:         | onafhankelijk |
| Mitsubishi | divisie:         |                  |               |
| Mitsubishi | merk:            | Mitsubishi Japan |               |
| Mitsubishi | model:           | FTO              |               |
| Mitsubishi | einde productie: | 2000             |               |
| Mitsubishi | productieaantal: | ?                |               |

| Mitsubishi |                  | concern:         | onafhankelijk |
| Mitsubishi | divisie:         |                  |               |
| Mitsubishi | merk:            | Mitsubishi Japan |               |
| Mitsubishi | model:           | Galant           |               |
| Mitsubishi | einde productie: | 1995             |               |
| Mitsubishi | productieaantal: | ?                |               |

| Mitsubishi |                  | concern:            | onafhankelijk |
| Mitsubishi | divisie:         |                     |               |
| Mitsubishi | merk:            | Mitsubishi Japan    |               |
| Mitsubishi | model:           | Lancer stationwagen |               |
| Mitsubishi | einde productie: | 1995                |               |
| Mitsubishi | productieaantal: | ?                   |               |

| Mitsubishi |                  | concern:         | onafhankelijk |
| Mitsubishi | divisie:         |                  |               |
| Mitsubishi | merk:            | Mitsubishi Japan |               |
| Mitsubishi | model:           | Minica           |               |
| Mitsubishi | einde productie: | 1997             |               |
| Mitsubishi | productieaantal: | ?                |               |

| Mitsubishi |                  | concern:             | onafhankelijk |
| Mitsubishi | divisie:         |                      |               |
| Mitsubishi | merk:            | Mitsubishi Japan     |               |
| Mitsubishi | model:           | Mirage coupé / sedan |               |
| Mitsubishi | einde productie: | 1996                 |               |
| Mitsubishi | productieaantal: | ?                    |               |

| Mitsubishi |                  | concern:           | onafhankelijk |
| Mitsubishi | divisie:         |                    |               |
| Mitsubishi | merk:            | Mitsubishi Japan   |               |
| Mitsubishi | model:           | Sigma stationwagen |               |
| Mitsubishi | einde productie: | 1995               |               |
| Mitsubishi | productieaantal: | ?                  |               |

| Mitsubishi |                  | concern:         | onafhankelijk |
| Mitsubishi | divisie:         |                  |               |
| Mitsubishi | merk:            | Mitsubishi Japan |               |
| Mitsubishi | model:           | Toppo            |               |
| Mitsubishi | einde productie: | 1998             |               |
| Mitsubishi | productieaantal: | ?                |               |

| Mitsuoka |                  | concern:       | onafhankelijk |
| Mitsuoka | divisie:         |                |               |
| Mitsuoka | merk:            | Mitsuoka Japan |               |
| Mitsuoka | model:           | Viewt          |               |
| Mitsuoka | einde productie: | 2002           |               |
| Mitsuoka | productieaantal: | ?              |               |

| Nissan |                  | concern:     | onafhankelijk |
| Nissan | divisie:         |              |               |
| Nissan | merk:            | Nissan Japan |               |
| Nissan | model:           | 200SX Silvia |               |
| Nissan | einde productie: | 1999         |               |
| Nissan | productieaantal: | ?            |               |

| Nissan |                  | concern:     | onafhankelijk |
| Nissan | divisie:         |              |               |
| Nissan | merk:            | Nissan Japan |               |
| Nissan | model:           | Gloria       |               |
| Nissan | einde productie: | 2000         |               |
| Nissan | productieaantal: | ?            |               |

| Nissan |                  | concern:     | onafhankelijk |
| Nissan | divisie:         |              |               |
| Nissan | merk:            | Nissan Japan |               |
| Nissan | model:           | Laurel (C34) |               |
| Nissan | einde productie: | 1996         |               |
| Nissan | productieaantal: | ?            |               |

| Nissan |                  | concern:      | onafhankelijk |
| Nissan | divisie:         |               |               |
| Nissan | merk:            | Nissan Japan  |               |
| Nissan | model:           | Micra 3p / 5p |               |
| Nissan | einde productie: | 2002          |               |
| Nissan | productieaantal: | ?             |               |

| Nissan |                  | concern:        | onafhankelijk |
| Nissan | divisie:         |                 |               |
| Nissan | merk:            | Nissan Japan    |               |
| Nissan | model:           | Terrano Mark II |               |
| Nissan | einde productie: | 1998            |               |
| Nissan | productieaantal: | ?               |               |

| Proton |                  | concern:        | onafhankelijk |
| Proton | divisie:         |                 |               |
| Proton | merk:            | Proton Maleisië |               |
| Proton | model:           | Persona saloon  |               |
| Proton | einde productie: | 2000            |               |
| Proton | productieaantal: | ?               |               |

| Subaru |                  | concern:     | onafhankelijk |
| Subaru | divisie:         |              |               |
| Subaru | merk:            | Subaru Japan |               |
| Subaru | model:           | E wagon      |               |
| Subaru | einde productie: | 1998         |               |
| Subaru | productieaantal: | ?            |               |

| Subaru |                  | concern:                              | onafhankelijk |
| Subaru | divisie:         |                                       |               |
| Subaru | merk:            | Subaru Japan                          |               |
| Subaru | model:           | Impreza 4p / 5p / stationwagen Mark I |               |
| Subaru | einde productie: | 1999                                  |               |
| Subaru | productieaantal: | ?                                     |               |

| Subaru |                  | concern:      | onafhankelijk |
| Subaru | divisie:         |               |               |
| Subaru | merk:            | Subaru Japan  |               |
| Subaru | model:           | Vivio 3p / 5p |               |
| Subaru | einde productie: | 1999          |               |
| Subaru | productieaantal: | ?             |               |

| Suzuki |                  | concern:     | onafhankelijk |
| Suzuki | divisie:         |              |               |
| Suzuki | merk:            | Suzuki Japan |               |
| Suzuki | model:           | Cappuccino   |               |
| Suzuki | einde productie: | 1998         |               |
| Suzuki | productieaantal: | ?            |               |

| Suzuki |                  | concern:          | onafhankelijk |
| Suzuki | divisie:         |                   |               |
| Suzuki | merk:            | Suzuki Japan      |               |
| Suzuki | model:           | Wagon R (Karimun) |               |
| Suzuki | einde productie: | 1998              |               |
| Suzuki | productieaantal: | ?                 |               |

| Toyota |                  | concern:        | onafhankelijk |
| Toyota | divisie:         |                 |               |
| Toyota | merk:            | Toyota Japan    |               |
| Toyota | model:           | 4Runner (Hilux) |               |
| Toyota | einde productie: | 1998            |               |
| Toyota | productieaantal: | ?               |               |

| Toyota |                  | concern:       | onafhankelijk |
| Toyota | divisie:         |                |               |
| Toyota | merk:            | Toyota Japan   |               |
| Toyota | model:           | Celica Mark VI |               |
| Toyota | einde productie: | 1998           |               |
| Toyota | productieaantal: | ?              |               |

| Toyota |                  | concern:                                                             | onafhankelijk |
| Toyota | divisie:         |                                                                      |               |
| Toyota | merk:            | Toyota Japan                                                         |               |
| Toyota | model:           | Corolla driedeurhatchback / vijfdeurhatchback / sedan / stationwagen |               |
| Toyota | einde productie: | 1996                                                                 |               |
| Toyota | productieaantal: | ?                                                                    |               |

| Toyota |                  | concern:     | onafhankelijk |
| Toyota | divisie:         |              |               |
| Toyota | merk:            | Toyota Japan |               |
| Toyota | model:           | Supra        |               |
| Toyota | einde productie: | 1998         |               |
| Toyota | productieaantal: | ?            |               |

| Xedos |                  | concern:    | Mazda Japan |
| Xedos | divisie:         |             |             |
| Xedos | merk:            | Xedos Japan |             |
| Xedos | model:           | 6           |             |
| Xedos | einde productie: | 1999        |             |
| Xedos | productieaantal: | ?           |             |

| YLN |                  | concern:   | onafhankelijk |
| YLN | divisie:         |            |               |
| YLN | merk:            | YLN Taiwan |               |
| YLN | model:           | Yulon      |               |
| YLN | einde productie: | 1998       |               |
| YLN | productieaantal: | ?          |               |

| Yunque |                  | concern:     | onafhankelijk |
| Yunque | divisie:         |              |               |
| Yunque | merk:            | Yunque China |               |
| Yunque | model:           | GHK 7070     |               |
| Yunque | einde productie: | 1999         |               |
| Yunque | productieaantal: | ?            |               |